# Prioniturus discurus
Prioniturus discurus là một loài vẹt trong họ Psittacidae.

## Phân loại
Có ba phân loài:

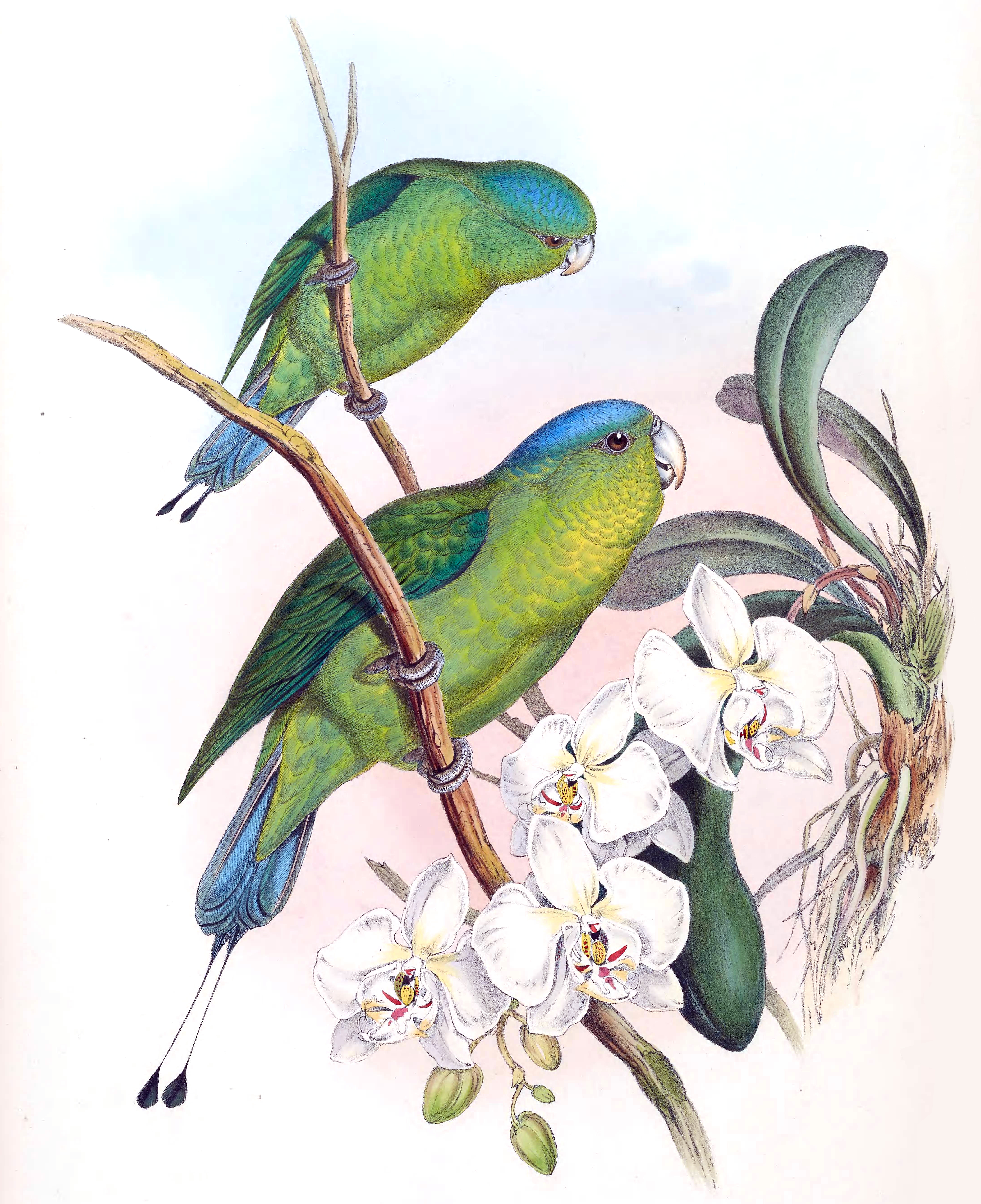
Tranh minh họa bởi John Gould

- P. d. discurus: Jolo, Mindanao, Olutanga, Basilan, Guimaras, Luzon.
- P. d. whiteheadi: Negros, Bohol, Samar, Leyte, Masbate, Cebu. Trên đỉnh đầu bớt xanh hơn.
- P. d. nesophilus: Tablas, Sibuyan, Catanduanes. Vẫn ít xanh lam hơn. Có thể là một phần của P.d. whiteheadi.